# Broomsthorpe
Broomsthorpe är en by i civil parish East Rudham, i distriktet King's Lynn and West Norfolk, i grevskapet Norfolk i England. Byn är belägen 8 km från Fakenham. Broomsthorpe var en civil parish 1858–1935 när det uppgick i East Rudham. Civil parish hade 22 invånare år 1931. Byn nämndes i Domedagsboken (Domesday Book) år 1086, och kallades då Bruneston.